# Muzeum Emigracji w Gdyni

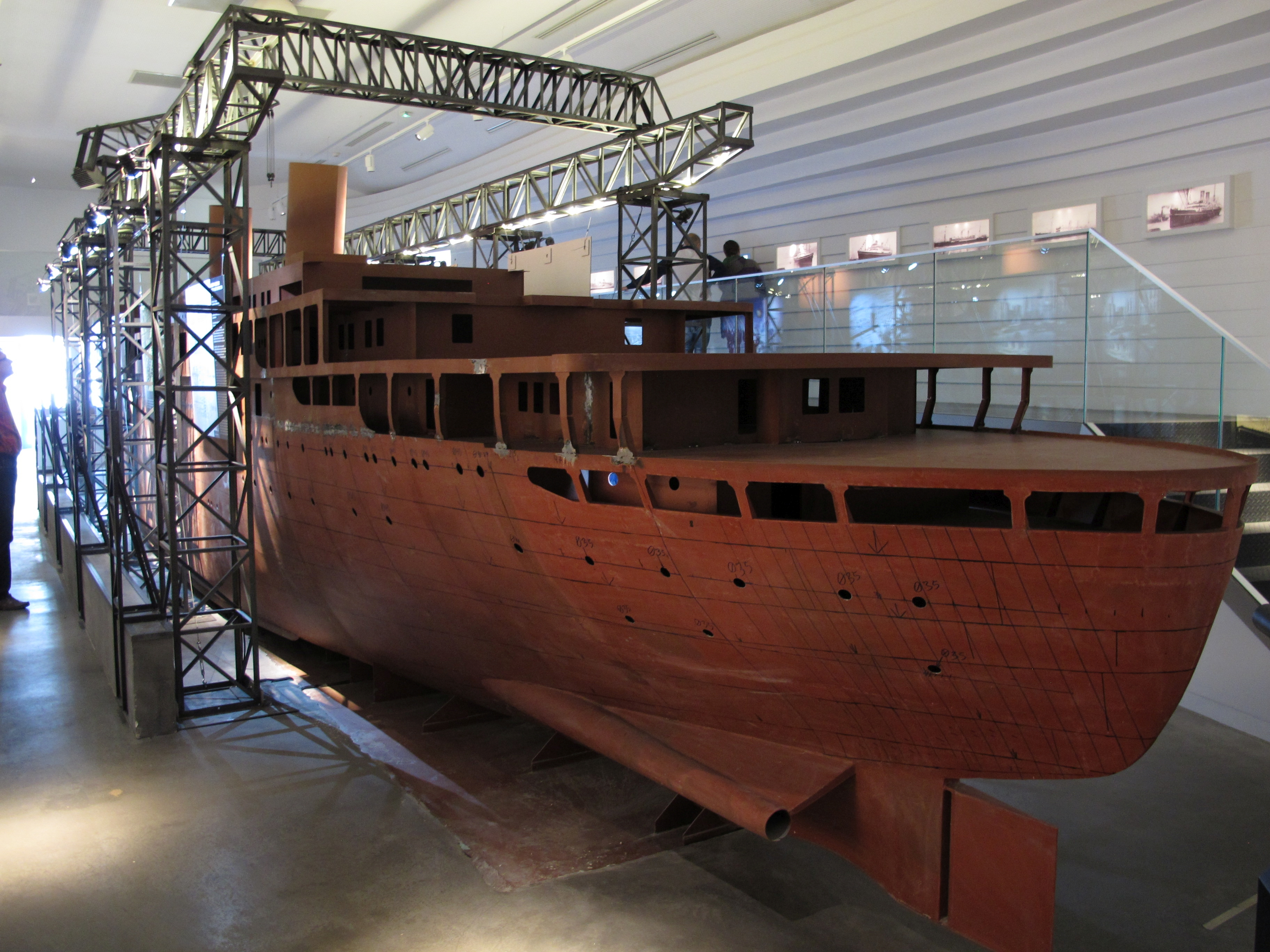
Muzeum Emigracji - makieta transatlantyku MS „Batory”

Muzeum Emigracji w Gdyni – muzeum historyczne w Gdyni, instytucja kultury miasta Gdyni. Założone w lutym 2012, a udostępnione publiczności 16 maja 2015. Placówka dokumentuje historię emigracji Polaków.
Gdyńskie Muzeum Emigracji jest jedynym w Polsce muzeum w całości poświęconym dziejom emigracji Polaków na wszystkie kontynenty oraz współczesnym wymiarom zjawiska migracji. Głównym miejscem muzeum jest zajmująca ponad 2 500 m² wystawa stała, w sposób przekrojowy dokumentująca polskie doświadczenia migracyjne na przestrzeni ostatnich 200 lat. Wystawa ma charakter narracyjny, zakłada m.in. przeprowadzenie zwiedzających przez kolejne etapy podróży i śledzenie losów rodziny emigrującej z Polski do Stanów Zjednoczonych w burzliwym okresie przełomu XIX i XX wieku. Część ekspozycji poświęcono także historii polskiej żeglugi transatlantyckiej i prezentacji oryginalnych pamiątek związanych z tematem transoceanicznych rejsów. 
Od momentu otwarcia Muzeum w maju 2015 do kwietnia 2024 wystawę stałą odwiedziło łącznie ponad 640 000 osób.

## Historia
Muzeum mieści się w historycznym wzniesionym w latach 30. XX wieku budynku Dworca Morskiego przy Nabrzeżu Francuskim w gdyńskim porcie; siedziba została wybrana nieprzypadkowo – w okresie międzywojennym w sposób zorganizowany obiekt pełnił funkcję tranzytową dla tysięcy Polaków opuszczających ojczyznę. Także po II wojnie światowej aż do 1988 z nabrzeża niedaleko budynku Dworca Morskiego odpływały polskie transatlantyki, w tym legendarny MS „Batory”.
W okresie II wojny światowej gmach został poważnie uszkodzony. Przez 70 lat czekał na pełną odbudowę i odzyskanie harmonijnej bryły. Było to w dużym stopniu możliwe dzięki środkom pozyskanym z unijnego funduszu Jessica. W ramach prac przebudowano północną część Hali Pasażerskiej, odtworzono wnętrza i wyremontowano elewacje, przywracając m.in. płaskorzeźby orłów i szlachetne tynki na fasadzie. Remont budynku zakończono w 2014. 16 maja w dawnym budynku Dworca Morskiego oficjalnie otwarto Muzeum Emigracji w Gdyni.

## Zbiory
Do 2024 w muzealnej kolekcji znalazło się ponad 15 000 obiektów (głównie fotografii, zbiorów korespondencji, dokumentów oraz przedmiotów osobistych i będących elementami wyposażenia transatlantyków).

## Działalność naukowo-badawcza i edukacyjna
Muzeum Emigracji w Gdyni prowadzi także działalność naukowo-badawczą i edukacyjną. Od 2017 wydaje „Polski Przegląd Migracyjny”, rocznik poświęcony tematyce migracyjnej w Polsce i na świecie, redagowany w języku polskim oraz angielskim. Dział naukowo-badawczy prowadzi także badania m.in. nad współczesnym zjawiskiem emigracji Polek. W Muzeum Emigracji regularnie odbywają się także warsztaty wokół tematyki migracyjnej, ekologicznej oraz genealogicznej dla rodzin z dziećmi w różnym wieku. W ramach projektu Archiwum Emigranta historie osób, które opuściły kraj są gromadzone i archiwizowane w postaci relacji pisanych, zapisów dźwiękowych lub filmowych. Część nagrań udostępniono w Internecie, a także w postaci wystaw i wydawnictw multimedialnych i drukowanych.

## Dyrektorzy
Od powstania muzeum w 2012 kieruje nim dyrektor Karolina Grabowicz-Matyjas oraz Sebastian Tyrakowski (zastępca dyrektora). 